# 古典ロコ (同人誌)
古典ロコ（こてんロコ）は、1940年（昭和15年）から1941年（昭和16年）まで発行された会員制の同人誌である。第10号まで発行された。
太平洋戦争以前の日本の鉄道趣味の営業誌としては、1929年（昭和4年）から1938年（昭和13年）まで発行された『鉄道』と1933年（昭和8年）から1937年（昭和12年）まで発行された『鉄道趣味』があるが、戦時色が濃くなると国策に沿う形で休刊となった。そのような時代の中で、会員制の同人誌である本誌と『つばめ』が発行された。
関東地方では高松吉太郎らが『つばめクラブ』を、関西地方では西尾克三郎らが『クラシカル・ロコ・クラブ』を立ち上げるために会員を募集し、それぞれ同人誌である『つばめ』と本誌『古典ロコ』の発行を開始した。ともに創刊は1940年である。

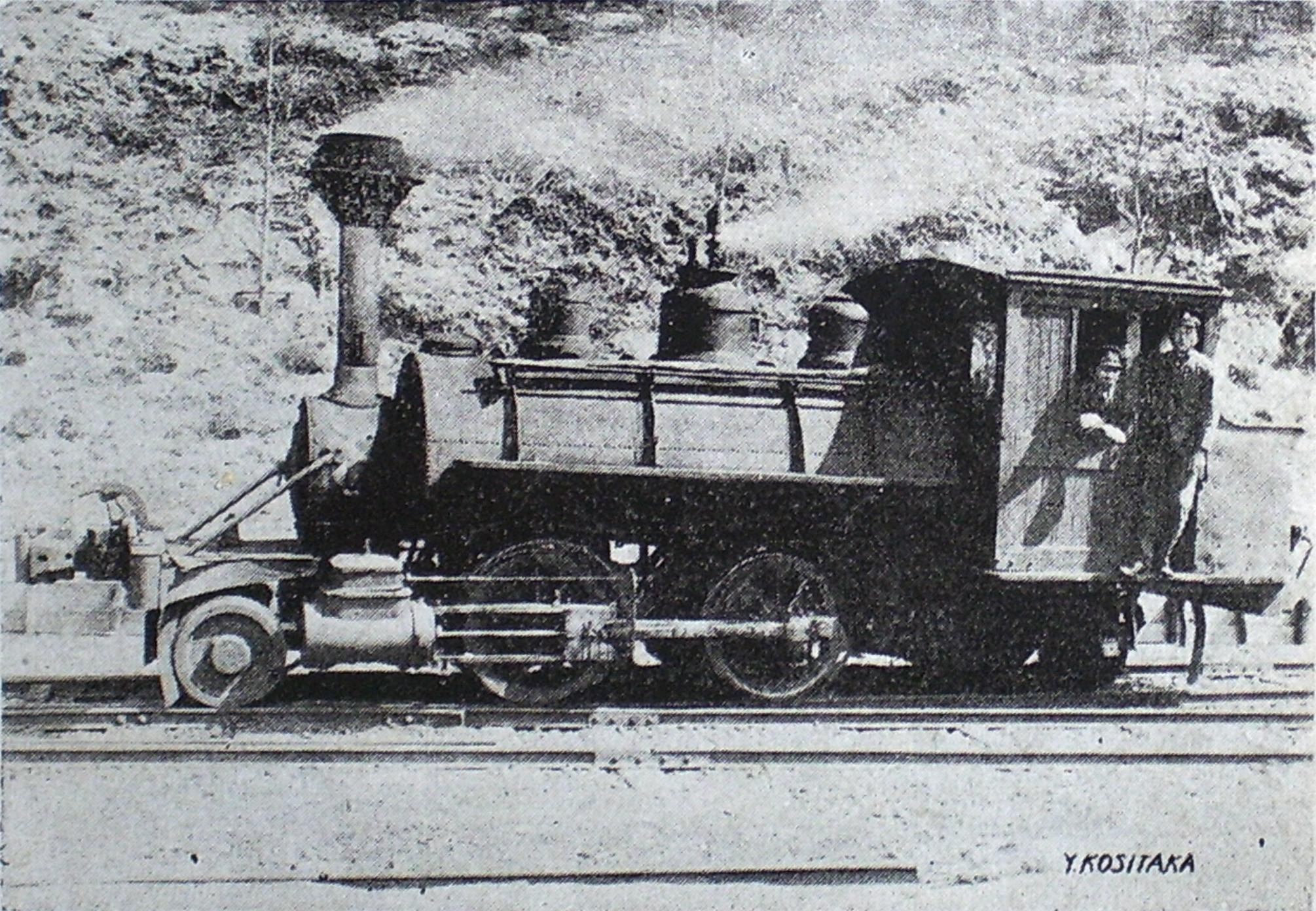
『古典ロコ』（第4号）に貼付された流山鐵道のボールドウィン製サドルタンク機（腰高康治撮影）

本誌はA5判のガリ版印刷で、写真は印刷ではなくプリントの貼付であった。プリントが貼付されていることが本誌の最大の特徴である。本誌2号に貼付された松森（牧野）俊介の写真「会陽と西大寺鉄道」は『西大寺鉄道』に再録されている。また、本誌4号に貼付された流山鐵道のボールドウィン製サドルタンク機の写真は『鐵道模型趣味』（No.33 1951年6月號）の「口絵写真」に再掲されている。
本誌の目的は古典機関車と私鉄の研究である。記事の寄稿は、今村潔、臼井茂信、金田茂（茂裕）、谷川義春、牧野俊介らによって行われ、記事の質は高く、各号は約30ページほどであるが充実した内容であった。記事の内容は誌名の「古典ロコ」にはとらわれず、1940年（昭和15年）に製造された蒸気機関車「C57 135」に関することも寄稿されている。各号の発行部数は90部で、非売品であった。
1941年（昭和16年）2月10日発行の第10号が、本誌の終刊号となった。終刊に至る経緯が本号の「編輯余禄」に綴られている。
本号「終刊の辞」には次のようにある。